# 庫里達巴特
09°54′49″N 84°02′20″W / 9.91361°N 84.03889°W

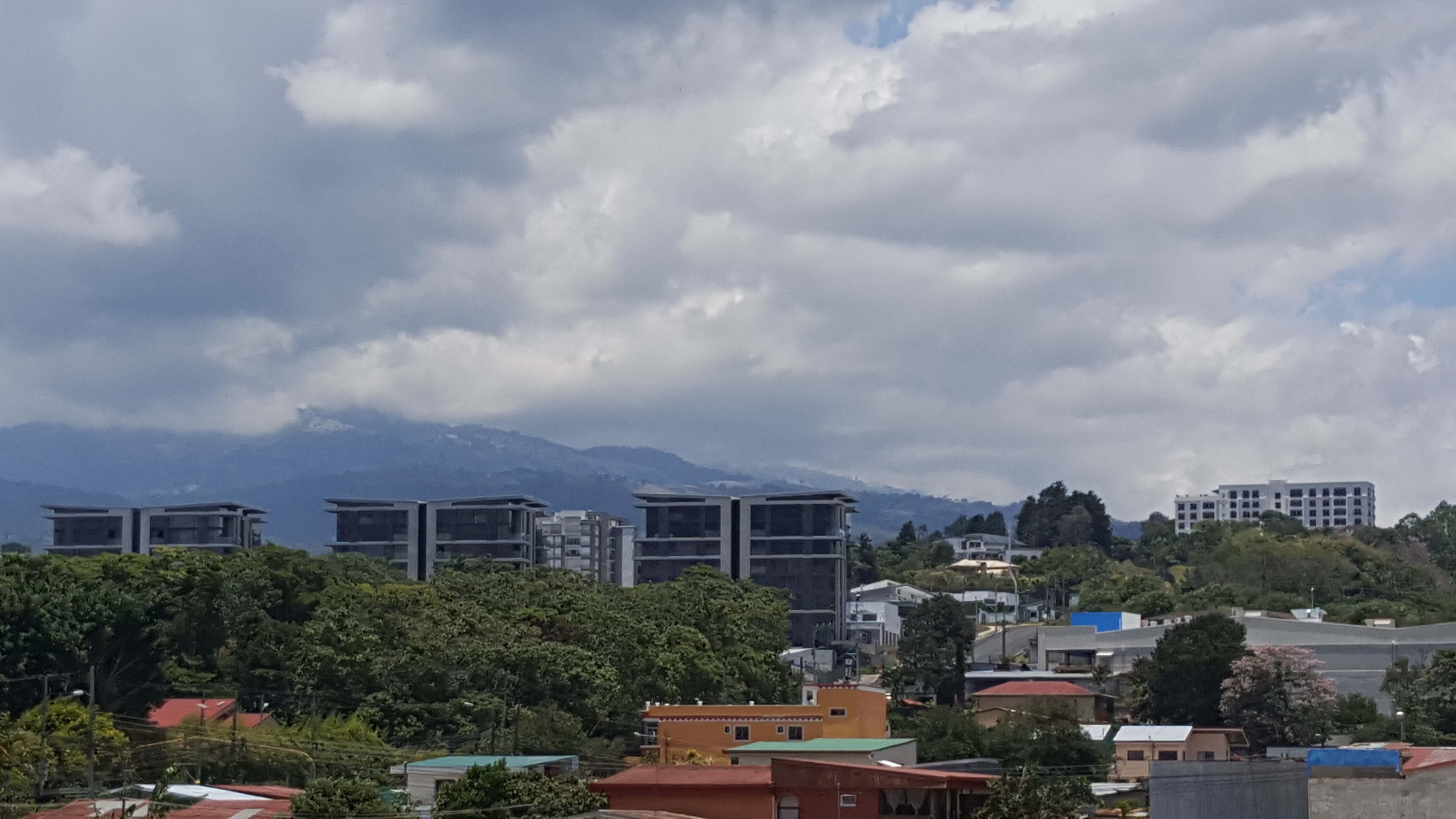
庫里達巴特

庫里達巴特（西班牙語：Curridabat），是哥斯達黎加的城市，位於該國西部，由聖何塞省負責管轄，始建於1929年，面積6.48平方公里，海拔高度1,208米，2012年人口32,443，人口密度每平方公里5,000人。

## 外部連結
- General information about Curridabat, including maps （西班牙文）
- Government site （页面存档备份，存于） （西班牙文）